# Aktion Bürgerentscheid
Die Aktion Bürgerentscheid – Volksbegehren für Bürgerentscheid in Bayerns Gemeinden und Kreisen war ein 1981 gegründeter Verein mit Sitz in Nürnberg, der sich für die Einführung des Bürgerentscheids in Bayern einsetzte. 1993 schloss sich der Verein mit der Bonner „IDEE (Initiative Demokratie Entwickeln)“ zur Organisation Mehr Demokratie in Bayern zusammen. 1995 gelang die Einführung des Bürgerentscheids auf dem Weg eines Volksbegehrens und Volksentscheids.

## Gründung
Die Aktion Bürgerentscheid wurde am 7. Februar 1981 im CVJM-Heim in der Landwehrstraße in München gegründet. Vorausgegangen war dieser Vereinigung das Erlanger Bürgerkomitee Volksbegehren für Bürgerentscheid, das sich im März 1980 auf Betreiben des Erlanger Hochschullehrers Theodor Ebert, damals auch Stadtrat der Erlanger Grünen Liste, gebildet hatte. Nach dem Protokoll der Gründungsversammlung waren 39 Personen an der Gründung der Aktion Bürgerentscheid beteiligt. Beschlossen wurde eine Satzung, in der u. a. Name und Sitz des Vereins (Nürnberg) bestimmt wurde.
Zum Vereinszweck bestimmt die Satzung:
„1) Der Verein hat zum Zweck, Entscheidungsrechte der Bürger Bayerns in Einzelangelegenheiten in ihren Gemeinden und Kreisen durchzusetzen und den Bürgerentscheid in der Gemeindeordnung und Landkreisordnung zu verankern. Seine Vorstellungen zum Bürgerentscheid legt der Verein in einem Gesetzentwurf nieder.
2) Zur Erreichung des Vereinszwecks wird auf der Grundlage dieses Gesetzentwurfs ein Volksbegehren nach Art. 71 der Verfassung des Freistaates Bayern vorbereitet und gegebenenfalls eingeleitet.
3) Zur Erreichung seines Zwecks unterstützt der Verein die Gründung und die Arbeit lokaler und regionaler Vereinigungen im Bereich des Freistaates Bayern, die das Anliegen des Vereins bekannt machen und fördern. Er bemüht sich, eine Unterstützung des Vereinszwecks durch bayernweite Verbände zu erreichen.“
Der neben dem Gründungsbeschluss wichtigste Beschluss der Gründungsversammlung vom 7. Februar 1981 war der, den Bürgerentscheid auch auf Kreisebene vorzusehen: in den Landkreisen sind nämlich viele Rechte der kreisangehörigen Gemeinden – Rechte, die in den kreisfreien Städten beim Stadtrat liegen – auf den Kreistag übergegangen. Daher erhielt der Verein auch den Namen Aktion Bürgerentscheid  – Volksbegehren für Bürgerentscheid in Bayerns Gemeinden und Kreisen.
Neben dem fünfköpfigen Vorstand sah die Satzung einen Beirat vor, der aus Vertretern unterstützender Verbände und aus Persönlichkeiten des öffentlichen Lebens bestehen sollte. Der Mitgliederversammlung als oberstem Organ des Vereins oblagen alle wichtigen Entscheidungen, insbesondere über die Fassung des Gesetzentwurfs. Der Mitgliedsbeitrag wurde auf 1 DM pro Monat festgelegt.
In den Vorstand wurden am 7. Februar 1981 Theodor Ebert (Erlangen), Heinz Hintermeier (Weißenburg) und Walter Nelhiebel (München) als gleichberechtigte Vorsitzende gewählt, zum Schriftführer Heinz Quitsch (Ahorn) und zum Schatzmeister Wolfgang Lederer (Erlenbach). Über die Gründung wurde die Öffentlichkeit durch eine Pressemeldung informiert.
Bei der Diskussion des Gesetzentwurfs trat bald die Frage des Quorums beim Bürgerentscheid in den Vordergrund. Nach mehrmonatiger intensiver Diskussion ergab sich sowohl in der Mitgliedschaft wie bei den unterstützenden Verbänden eine klare Mehrheit für den Verzicht auf ein Quorum bei der eigentlichen Abstimmung, dem Bürgerentscheid. Deren Ergebnis sollte also nicht erst dann rechtsgültig werden, wenn ein bestimmter Prozentsatz der Stimmberechtigten die Abstimmungsfrage bejaht (bzw. verneint). Diese „Schweizer Lösung“, wie sie auch schon den Gesetzentwürfen des CSU/SPD-Kabinetts Ehard und des SPD-Abgeordneten Hoegner vorgesehen war, wurde auf den Mitgliederversammlungen vom 23. Oktober 1981 und vom 15. Januar 1982 festgeschrieben. Diese Auffassung wurde später auch durch ein Gutachten des Verfassungsrechtlers Christian Pestalozza, Professor an der FU Berlin, vom 8. April 1982 bestätigt.
Zur Vorbereitung des Volksbegehrens bemühte sich der Vorstand zeitgleich um die Unterstützung durch namhafte Verbände: Schon vor der Gründung des Vereins hatte der Landesverband Bayern der GRÜNEN bei der Landesversammlung am 1. Juni 1980 die Unterstützung der Initiative zur Einführung des Bürgerentscheides beschlossen.

## Unterstützung durch andere Organisationen
Relativ früh wurden kirchliche Jugendorganisationen (katholische Landjugend, katholische Junge Gemeinde, Evangelische Landjugend) und andere Jugendorganisationen (Bund der Pfadfinderinnen und Pfadfinder, die Falken, die Jungdemokraten, liberaler Hochschulverband) gewonnen. Unterstützungsbeschlüsse von größeren Verbänden und Parteien kamen in den folgenden Monaten zustande: so von den Naturfreunden LV Bayern auf deren Landesausschusssitzung am 12. April 1981, von der Gewerkschaft Erziehung und Wissenschaft (GEW) (Landesvertreterversammlung) am 24. Mai 1981, vom DGB Bayern (Landesbezirkskonferenz) am 15. Januar 1982, vom Bund Naturschutz Bayern (Delegiertenversammlung) am 24. April 1982, vom Landesverband Bayern der FDP am 8./9. Mai 1982.
Auf der Mitgliederversammlung am 23. Oktober 1981 in Nürnberg wurde dann der Gesetzentwurf ohne ein Quorum beim eigentlichen Entscheid beschlossen. Außerdem wurde beschlossen, Bürgerbegehren und Bürgerentscheid auch in der Verfassung Bayerns zu verankern. Da diese in Bayern nur durch das Volk geändert werden kann, war damit gesichert, dass der Bürgerentscheid nicht auf dem Wege einer einfachen Gesetzgebung vom Parlament wieder abgeschafft werden konnte.
In den folgenden Jahren wurden Unterschriften für den Antrag auf ein Volksbegehren gesammelt. Die benötigten 25.000 Unterschriften bis zum Jahre 1987 wurden jedoch nicht erreicht. Überdies wurde im Jahr 1989 im § 72 Abs. 3 der bayerischen Landeswahlordnung mit dem Satz 3 folgende Bestimmung eingefügt: „(3) 1 Durch eine Bestätigung der Gemeinde des Wohnorts, bei mehreren Wohnungen der Gemeinde der Hauptwohnung, ist nachzuweisen, daß die Unterzeichner des Zulassungsantrags stimmberechtigt sind. 2 Die Bestätigung wird auf dem Unterschriftenbogen unentgeltlich erteilt. Die Bestätigung darf bei Einreichung des Zulassungsantrags nicht älter als zwei Jahre sein.“ (Bayer. Gesetz- und Verordnungsblatt 14/1989 S. 270) Diese Bestimmung wurde in der Folgezeit übrigens wieder aus der LWO entfernt und ist in der derzeit gültigen Fassung nicht enthalten! Damit waren die bisher gesammelten Unterschriften der Aktion Bürgerentscheid praktisch wertlos.

## Neuer Anlauf
Der Gesetzentwurf der Aktion Bürgerentscheid wurde dann aber in die Verhandlungen eingebracht, zu denen es kam, als die Bonner „IDEE (Initiative Demokratie Entwickeln)“ von Bonn nach München zog mit der Absicht, ein Volksbegehren zur Einführung des Bürgerentscheides in Bayern durchzuführen. Zu dieser Gruppe war über den Omnibus für direkte Demokratie, der im April 1988 durch Bayern tourte und für den die Aktion Bürgerentscheid im Rundbrief Nr. 7 vom Februar 1988 Werbung gemacht hatte (der Bus war zwischen 7. und 9. April auch in Nürnberg), ein erster Kontakt hergestellt worden.
Auf einem Arbeitstreffen am 25. Oktober 1992 in Nürnberg wurden die Weichen für eine weitere Zusammenarbeit von Aktion Bürgerentscheid und IDEE gestellt. Am 3. April 1993 wurde dann eine neue Initiative unter dem Namen Mehr Demokratie in Bayern zur Durchführung eines Volksbegehrens gegründet, zu der sich nun Aktion Bürgerentscheid und IDEE zusammenschlossen. Zwei Vorstandsmitglieder der Aktion Bürgerentscheid, Theodor Ebert und Rolf-Dieter Kuhn, ebenso wie Thomas Mayer und Brigitte Krenkers von der IDEE arbeiteten im Vorstand dieser neuen Initiative mit. Als weiteres Vorstandsmitglied wurde Lienhard Barz in den fünfköpfigen Vorstand gewählt. Mayer und Barz standen der Anthroposophie nahe. Der Gesetzentwurf dieser Initiative enthält die wesentlichen Punkte des von der Aktion Bürgerentscheid entworfenen Gesetzes: Verankerung in der bayerischen Verfassung, Bürgerentscheid auch für die Landkreise, kein Quorum beim Entscheid. Die beiden letzten Punkte waren für den Erfolg des Volksbegehrens von strategischer Bedeutung: Durch die Erweiterung des Bürgerentscheids auf die Landkreise wurde eine Unterstützung auch auf dem flachen Lande, eben in den Landkreisen gesichert; und der Verzicht auf ein Quorum beim Entscheid war für die Unterstützung in Großstädten wie München, Nürnberg oder Augsburg wesentlich, da gerade in Großstädten ein Quorum oft schwierig zu erreichen ist. Allerdings führte die Landtagsmehrheit nach der Annahme des Gesetzentwurfs im Volksentscheid einige Jahre später doch wieder ein Quorum ein, allerdings lediglich mit einer 10 % Hürde.
In der Folgezeit bemühte sich der neu gegründete Verein Mehr Demokratie in Bayern um Unterstützung durch bayerische Verbände, wobei sich hier die Vorarbeit durch die Aktion Bürgerentscheid als hilfreich erwies. Praktisch alle Verbände, die schon die Aktion Bürgerentscheid und deren Gesetzentwurf unterstützt hatten, trugen nun auch die neue Initiative mit. Sehr hilfreich erwies sich auch die Unterstützung durch kirchliche Jugendverbände. Zu den Unterstützern hinzugekommen ist aber schließlich auch die bayerische SPD, die von dem Landtagsabgeordneten Klaus Hahnzog im Vorstand vertreten wurde. Hahnzog ist ein ehemaliger bayerischer Verfassungsrichter, war Münchener Bürgermeister und rechtspolitischer Sprecher der SPD-Fraktion im bayerischen Landtag.
Für die Mobilisierung bei der Sammlung der für den Antrag auf ein Volksbegehren notwendigen 25.000 Unterschriften waren zwei Umstände besonders hilfreich, einmal der Einsatz des von Joseph Beuys gestalteten Omnibusses für direkte Demokratie in Deutschland, zum anderen der Umstand, dass der neue Verein in München über ein eigenes Büro verfügte, in dem insbesondere Thomas Mayer und einige fleißige Helfer, die bei der IDEE für ein Praktikum tätig waren, quasi in Vollzeit für das Projekt wirken konnten.

## Erfolgreiche Unterschriftensammlung
Die Unterschriftensammlung war ein erster Erfolg: am Jahresende 1993 waren sogar 35.000 (statt der notwendigen 25.000) Unterschriften zusammengekommen. Am 22. Januar 1994 fasste eine Landesversammlung von Mehr Demokratie in Bayern den Beschluss, den durch diese Unterschriften gestützten Antrag auf ein Volksbegehren im Sommer einzureichen. Vor allem auf Betreiben der Vertreter aus der IDEE war allerdings zugleich mit dem Antrag für ein Volksbegehren zur Einführung des Bürgerentscheides auch ein Antrag zur Durchführung eines Volksbegehrens, mit dem eine Änderung der Volksgesetzgebung selbst erreicht werden sollte (“Faire Volksentscheide”) gestellt und dafür Unterschriften gesammelt worden. Da gegen dieses Volksbegehren der Bayerische Senat Einwände erhoben hatte, kam es auf Antrag des Innenministeriums zu einer Überprüfung dieses Antrags durch das Bayerische Verfassungsgericht, nachdem dieser Antrag am 23. Juli 1994 beim Innenministerium eingereicht worden war. Das Verfassungsgericht erklärte am 14. November 1994 dieses Volksbegehren für unzulässig. Begründung: Die in diesem Gesetzentwurf vorgesehene Volksinitiative, die eine Befassungspflicht des Landtages bei einem von 25.000 Unterschriften gestützten Antrag vorsah, hätte eine Änderung der Bayerischen Verfassung erforderlich gemacht, die aber in dem Gesetz nicht vorgesehen war. Warum aber das Gericht den Gesetzentwurf insgesamt und nicht lediglich die monierte Bestimmung zur Volksinitiative verworfen hat, erschien Außenstehenden fragwürdig.

## Erfolgreiches Volksbegehren
Von all dem war aber der Antrag für das Volksbegehren zur Einführung des Bürgerentscheides nicht betroffen. Nach Einreichen der Unterschriftenlisten wurde die Frist, in der sich 10 % der bayerischen Bürger eintragen mussten, damit es zum Volksentscheid käme, vom Innenministerium auf die Zeit vom 6. bis zum 19. Februar festgesetzt. Die notwendige Anzahl von 850.000 Unterschriften wurde mit knapp 1,2 Millionen (13,7 %) eindrucksvoll übertroffen. Im Süden Bayerns lag der Regierungsbezirk Schwaben mit 16,2 % vorn, im Norden war es Mittelfranken mit 15,7 %.
Damit der im Volksbegehren vorgelegte Gesetzentwurf auch tatsächlich Gesetz werden konnte, musste er in einem Volksentscheid beschlossen werden. Hier versuchte nun die CSU mit einem eigenen Gesetzentwurf dagegen zu halten. Sie hatte das in ähnlicher Weise bereits im Jahr 1991 gegenüber der Initiative „Das Bessere Müllkonzept“ versucht, die beim Volksbegehren erfolgreich war, aber beim Volksentscheid mit einer Zustimmung von 43,5 Prozent gegenüber dem CSU-Entwurf unterlag, der 51,0 Prozent erzielte. Der von der CSU vorgelegte (und von der Landtagsmehrheit beschlossene) Gesetzentwurf sah vor allem ein Quorum von 25 Prozent aller Stimmberechtigten vor, damit ein Bürgerentscheid Gültigkeit erlangt. Überdies sollten die für das Bürgerbegehren (den Antrag zum Bürgerentscheid) erforderlichen Unterschriften nur in Amtsräumen und innerhalb einer Frist von lediglich vier Wochen geleistet werden. Das erweckte den Anschein, als sollte ein Bürgerentscheid damit möglichst verhindert werden.

## Erfolgreicher Volksentscheid
Der Volksentscheid, der am 1. Oktober 1995 stattfand, ergab eine deutliche Mehrheit von 57,8 Prozent der Abstimmenden für den Entwurf von „Mehr Demokratie“; der CSU-Entwurf erhielt 38,7 Prozent bei einer Beteiligung von 36,9 Prozent der Stimmberechtigten. In 86 von 94 Landkreisen und kreisfreien Städten siegte der Entwurf von Mehr Demokratie. Das vom Volk beschlossene Gesetz wurde im Bayerischen Gesetz- und Verordnungsblatt, unterschrieben von Ministerpräsident Stoiber, veröffentlicht.
Damit war das Ziel der Aktion Bürgerentscheid erreicht: Der Bürgerentscheid war ihren Vorstellungen entsprechend in Bayern eingeführt worden. Der Verein konnte seine Tätigkeit nunmehr einstellen.